# 臨汝公主 (劉宋)
临汝公主（?—?），南北朝劉宋公主，是宋孝武帝劉駿之女。
宋明帝把她許嫁給江斅。宋明帝派人为江斅作表让婚，來教育公主。史书仅仅记载了她的封号临汝公主。